# Panorama Mountain Village

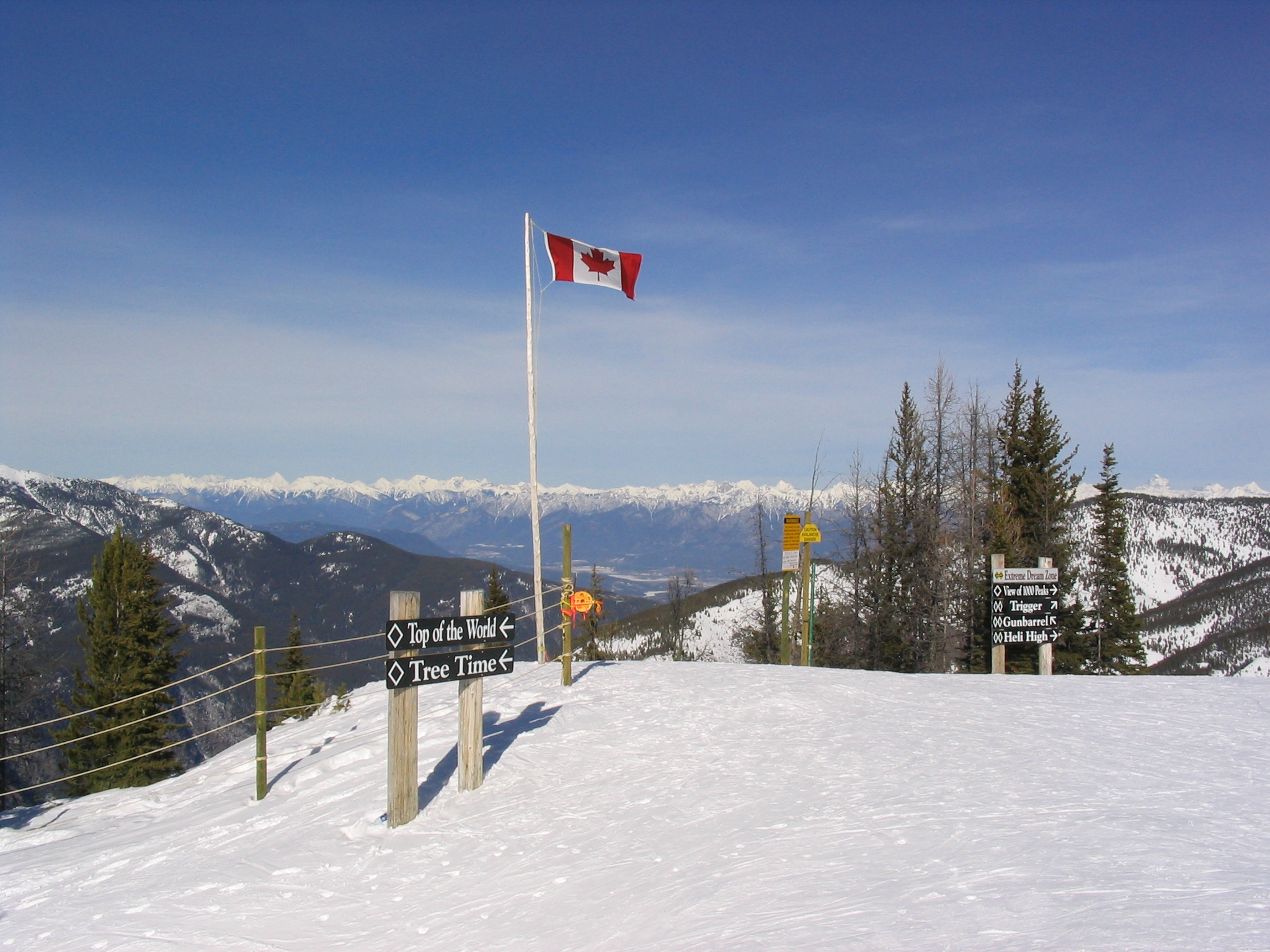
Am höchsten Punkt des Skigebiets

Panorama Mountain Village ist ein Ski- und Golfort in der kanadischen Provinz British Columbia, tief in den Purcell Mountains, rund 150 km westlich von Calgary, und gehört zum Regional District of East Kootenay. Es gibt über 120 Skistrecken auf einer Höhe zwischen 1160 und 2380 m, die bis zu 5,5 km lang sind. Das Gebiet ist durch neun Liftsysteme erschlossen. Der jährliche Schneefall beträgt rund fünf Meter. Das Skigebiet ist vergleichsweise klein und einfach. Im Taynton Bowl, einem bestimmten Teil des Panorama-Skigebietes, findet man aber anspruchsvollere Tiefschneerouten und 48 % steile Hänge. Außerdem kann man fast überall neben der Piste fahren.
Neben dem Skigebiet verfügt Panorama über einen 18-Loch Golfplatz „Greywolf“. Greywolf ist ein anspruchsvoller Golfplatz für die gehobene Einkommensklasse.
Erreichbar ist dieser Skiort nur über eine einzige Straße von der nächstgelegenen, 18 Kilometer entfernten Stadt Invermere.